# Hanussen
Hanussen is een historische dramafilm uit 1988 onder regie van István Szabó. De productie werd genomineerd voor zowel de Oscar, de Golden Globe als de Independent Spirit Award voor beste niet-Amerikaanse film, alsmede voor de Gouden Palm van het Filmfestival van Cannes 1988. Klaus Maria Brandauer won voor zijn rol daadwerkelijk de Goldene Kamera en werd genomineerd voor een European Film Award.

## Verhaal
De Oostenrijkse machinist Klaus Schneider raakt gewond tijdens de Eerste Wereldoorlog. Hij geneest in het veldhospitaal van dr. Emil Bettelheim. Die ontdekt dat Schneider over empathische gaven beschikt. Na de oorlog verandert Schneider zijn naam in Erik Jan Hanussen. Samen met twee vrienden gaat hij naar Berlijn en treedt er op als hypnotiseur en helderziende. Door zijn vermeende gaven wordt hij bekend bij de nazi's. Zijn roem en problemen beginnen grote proporties aan te nemen.

## Rolverdeling
| Acteur                | Personage                           |
| --------------------- | ----------------------------------- |
| Klaus Maria Brandauer | Klaus Schneider / Eric Jan Hanussen |
| Erland Josephson      | Dr. Bettelheim                      |
| Ildikó Bánsági        | Zuster Betty                        |
| Károly Eperjes        | Kapitein Tibor Nowotny              |
| Grazyna Szapolowska   | Valery de la Meer                   |
| Colette Pilz-Warren   | Dagma                               |
| Adrianna Biedrzynska  | Wally                               |
| György Cserhalmi      | Graaf Trantow-Waldbach              |